# Liste der brasilianischen Botschafter beim Heiligen Stuhl

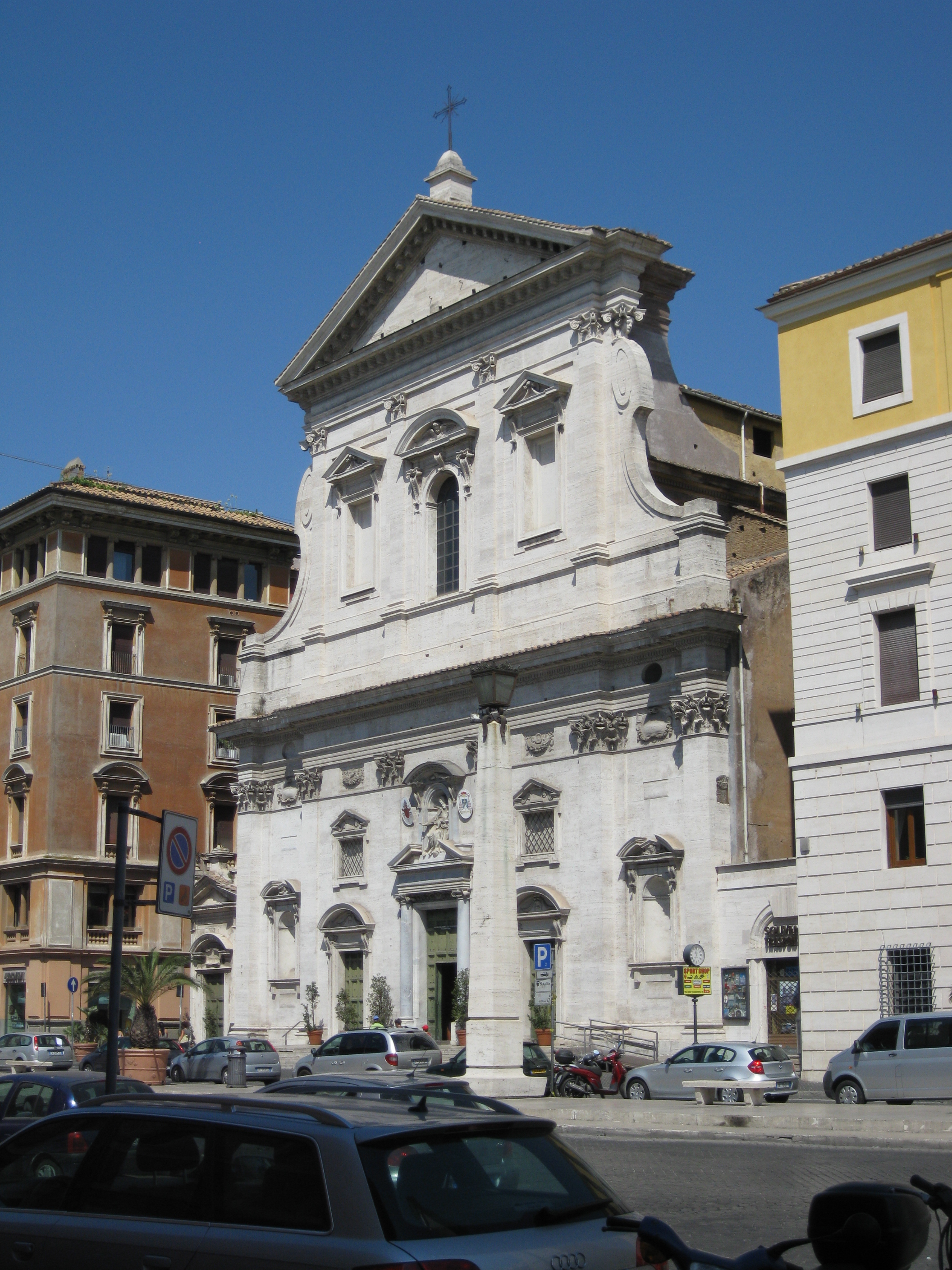
Palazzo Latmiral neben der Santa Maria in Traspontina.

Diese Liste umfasst die brasilianischen diplomatischen Vertreter beim Heiligen Stuhl. Der brasilianische Botschafter beim Heiligen Stuhl residiert im Palazzo Latmiral Via della Conciliazione 22 in Rom.
| Ernannt / Akkreditiert | Name                                          | Bemerkungen | ernannt von                          | akkreditiert bei | Posten verlassen |
| ---------------------- | --------------------------------------------- | --- | ------------------------------------ | ---------------- | ---------------- |
| 1898                   | José Augusto Ferreira da Costa                | | Manuel Ferraz de Campos Sales        | Leo XIII.        | 1902             |
| 1902                   | Brunone G. Chaves                             | | Francisco de Paula Rodrigues Alves   | Leo XIII.        | 1913             |
| 1913                   | Gastone Da Cunha                              | | Hermes Rodrigues da Fonseca          | Pius X.          | 1914             |
| 1914                   | Carlos Magalhães de Azeredo                   | Ministre plénipotentiaire | Venceslau Brás Pereira Gomes         | Benedikt XV.     | 1919             |
| 1919                   | Carlos Magalhães de Azeredo                   | Botschafter | Epitácio da Silva Pessoa             | Benedikt XV.     | 1934             |
| 1935                   | Luigi Guimarães                               | | Getúlio Vargas                       | Pius XI.         | 1937             |
| 1937                   | José Bonifacio de Andrada e Silva (1871–1954) | (* 29. September 1871 in Barbacena; † 24. Februar 1954 in Rio de Janeiro)                                                         | Getúlio Vargas                       | Pius XI.         | 1939             |
| 1939                   | Hildebrando Pompeu Pinto Accioli              | | Getúlio Vargas                       | Pius XII.        | 1944             |
| 1944                   | Maurizio Nabuco                               | | Getúlio Vargas                       | Pius XII.        | 1948             |
| 1948                   | Federico de Castello-Branco Clark             | | Eurico Gaspar Dutra                  | Pius XII.        | 1952             |
| 1952                   | Luigi Bittencourt Guedes Regis                | Geschäftsträger | Getúlio Vargas                       | Pius XII.        | 1954             |
| 1954                   | Honorato Decio de Moura                       | | João Café Filho                      | Pius XII.        | 1956             |
| 1956                   | Heitor Lyra                                   | | Juscelino Kubitschek                 | Pius XII.        | 1958             |
| 1959                   | Moacyr Ribeiro Briggs                         | | Juscelino Kubitschek                 | Johannes XXIII.  | 1960             |
| 1960                   | Henrique de Souza Gomes                       | | Juscelino Kubitschek                 | Johannes XXIII.  | 1968             |
| 1968                   | José Jobim                                    | [ 1 ] | Artur da Costa e Silva               | Paul VI.         | 1973             |
| 1973                   | António Borges Leal Castelo Branco Filho      | (* 13. April 1916 in Rio de Janeiro) Bachelor of Laws der Faculdade de Direito da Universidade Federal do Rio de Janeiro (FDUSP). | Aurélio de Lira Tavares              | Paul VI.         | 1977             |
| 1977                   | Espedito de Freitas Resende                   | | Ernesto Geisel                       | Paul VI.         | 1981             |
| 1981                   | Antonio Corrêa do Lago                        | | João Baptista de Oliveira Figueiredo | Johannes Paul I. | 1984             |
| 1984                   | José Coelho Monteiro                          | Geschäftsträger | João Baptista de Oliveira Figueiredo | Johannes Paul I. | 1985             |
| 1985                   | Carlos Federico Duarte Gonçalves da Rocha     | | José Sarney                          | Johannes Paul I. | 1986             |
| 1986                   | Affonso Arinos de Mello Franco                | | José Sarney                          | Johannes Paul I. | 1990             |
| 1990                   | Gilberto Coutinho Paranhos Velloso            | | Fernando Collor de Mello             | Johannes Paul I. | 1995             |
| 1995                   | Francisco Thompson-Flôres                     | | Fernando Henrique Cardoso            | Johannes Paul I. | 1998             |
| 1998                   | Marco César Meira Naslausky                   | | Fernando Henrique Cardoso            | Johannes Paul I. | 2000             |
| 2001                   | Agripino Maia Oto                             | | Fernando Henrique Cardoso            | Johannes Paul I. | 2004             |
| 2004                   | Vera Lúcia Machado                            | Botschafterin | Luiz Inácio Lula da Silva            | Johannes Paul I. | 2008             |
| 2008                   | George Ney de Souza Fernandes                 | Geschäftsträger | Luiz Inácio Lula da Silva            | Benedikt XVI.    | 2009             |
| 2009                   | Luiz Felipe de Seixas Corrêa                  | | Luiz Inácio Lula da Silva            | Benedikt XVI.    | 2011             |
| 2011                   | Almir Franco de Sá Barbuda                    | | Dilma Rousseff                       | Benedikt XVI.    |                  |